# أستراليا المفتوحة 1996
هنا قائمة ببطولات أستراليا المفتوحة لسنة 1996:

## الكبار

### فردي رجال
بوريس بيكر هزم  مايكل تشانج, 6-2, 6-4, 2-6, 6-2
- كانت أول ألقاب بيكر في السنة وال 45 في مشواره. وثاني لقب في نفس البطولة, فاز بها أيضاً في 1991.

### فردي سيدات
مونيكا سيليش هزم  أنكه هوبر, 6-4, 6-1
- ثاني ألقاب سيليش في السنة وال 35 في مشوارها. ورابع لقب في نفس البطولة, فازت أيضاً في 1991، 1992 و1993.

### زوجي رجال
ستيفان إدبرغ و بيتر كوردا هزم  سيباستيان لاروا و أليكس أوبراين, 7-5, 7-5, 4-6, 6-1

### زوجي سيدات
تشاندا روبن و أرانتكسا سانشيز فيكاريو هزم  ليندسي دافنبورت و ماري جو فيرنانديز, 7-5, 2-6, 6-4

### زوجي مختلط
لاريسا نايلاند و مارك وودفورد هزم  لوك جينسن و نيكول أرندت, 4-6, 7-5, 6-0

## الشباب

### فردي أولاد
بورن رينكفيست هزم  ماثياس هيلستروم, 2-6, 6-2, 7-5

### فردي بنات
ماجدلينا غرزايبوسكا هزم  ناتالي ديتشي, 6-1, 4-6, 6-1

### زوجي أولاد
دانييلي براشييلي و جاكلين روبيتشود هزم  بوب براين و مايك براين, 3-6, 6-3, 6-3

### زوجي بنات
ميكائيلا باستيكوفا و جايتكا شونفيلدوفا هزم  أولغا باربانسشيكوفا و ماريانا لوتيتش, 6-1, 6-3